# Glashütten in Goetzenbruck und Meisenthal
Die Glashütten in Goetzenbruck und Meisenthal wurden im Anfang des 18. Jahrhunderts in den Nordvogesen, in der Nähe von Bitsch gegründet und stellten bis in die Mitte des 20. Jahrhunderts verschiedene Glaswaren her. In Meisenthal ist die handwerkliche Produktion künstlerischer Glasobjekte bis heute erhalten. Zur Geschichte der Glashütten in der Gegend allgemein siehe Glashütten in den Nordvogesen.

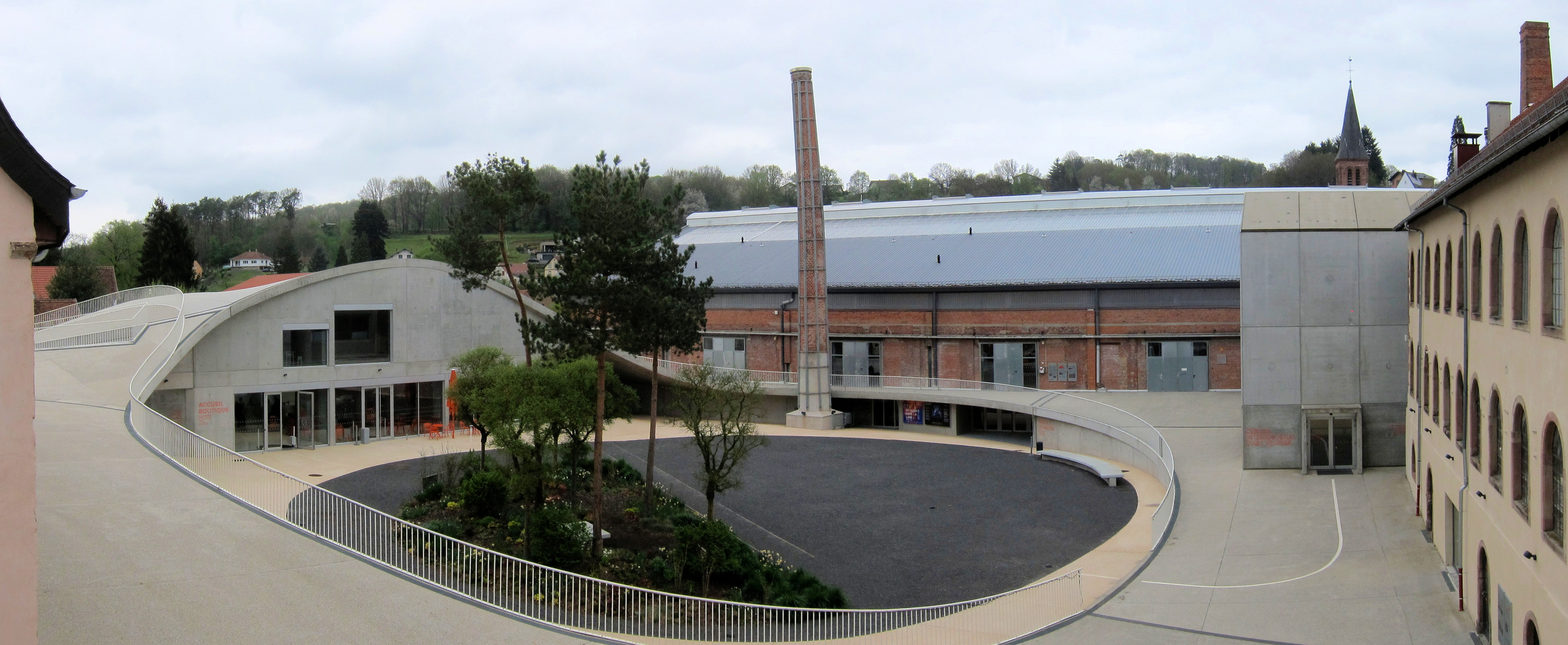
Meisenthal Centre International d’Art Verrier 2023

## Geschichte
Die Ursprünge der Glasherstellung in den Nordvogesen gehen ins 16. Jahrhundert zurück, die Glashütte in Holbach, heute Teil von Siersthal, wurde 1531 und die in Soucht 1629 gegründet. Der Dreißigjährige Krieg zerstörte diese Hütten, die Bevölkerung war stark reduziert. Abkömmlinge der Hütte in Soucht gründeten Meisenthal im Jahr 1704. Die richtige Entwicklung begann 1721, als der Herzog Leopold von Lothringen Georges Poncet einen Patentbrief für 120 Hektar Grund für eine Glashütte in Goetzenbruck erteilte. Schon ein halbes Jahr später verkaufte Poncet die Genehmigung für die Hütte an Jean Niolas Hilt und drei Brüder Walter, die schon in Meisenthal eine Glashütte betrieben.

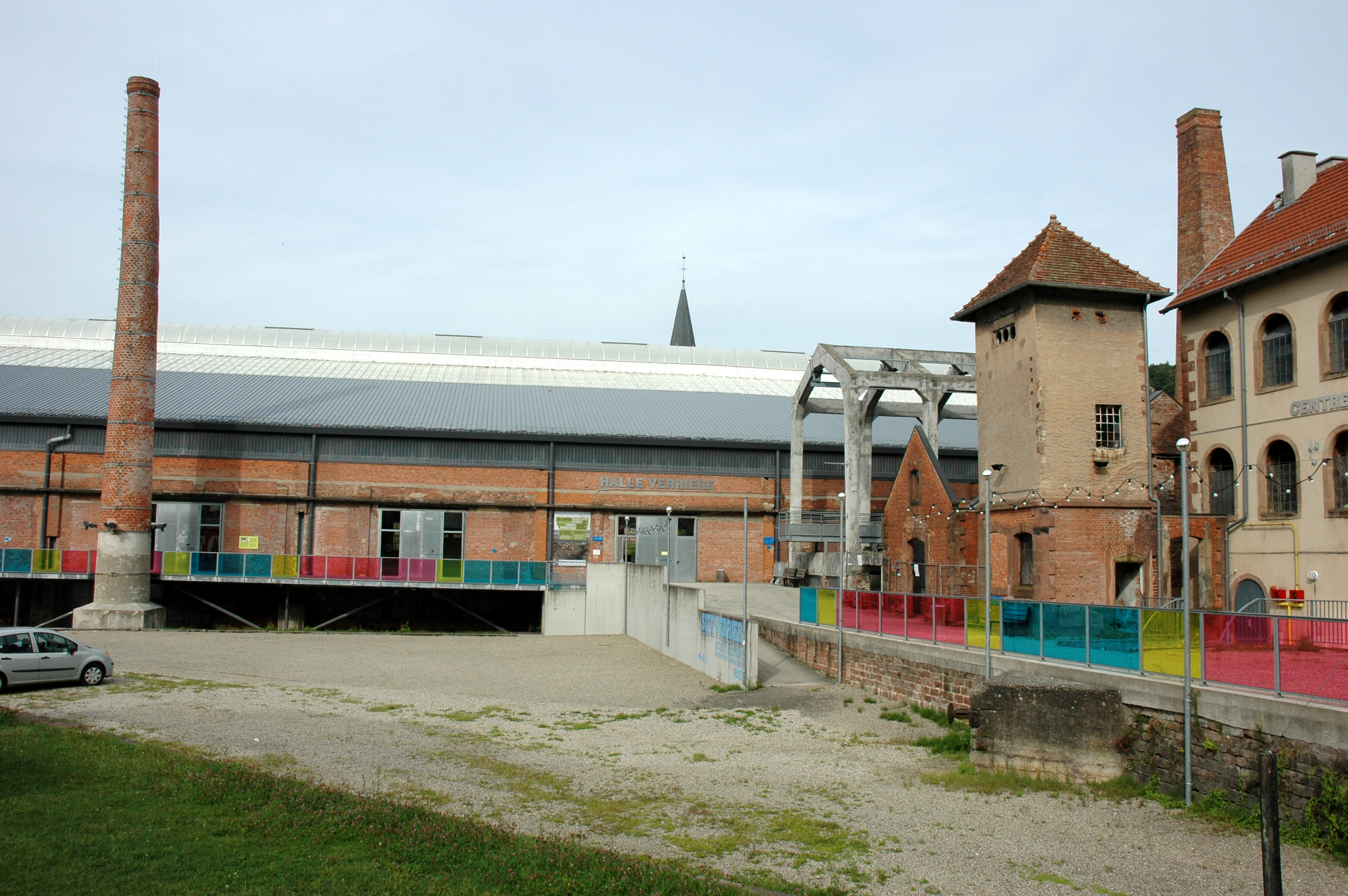
Meisenthal; Alte Fabrik vor dem Umbau

1753 beschäftigte die Glashütte bereits 20 Glasbläser und 12 Glasschleifer. Sie stellten hauptsächlich Gläser, Flaschen und andere Haushaltsgeräte her. Auf Wunsch eines Händlers begannen sie, Gläser für Taschenuhren herzustellen. Diese mussten ausgebaucht (gewölbt) und robust sein. Man hat diese Gläser in Formen gegossen. Später nutzte man das Verfahren für Gläser für Standuhren, Barometer und andere Instrumente. Zwischen den Glashütten von Goetzenbruck und Meisenthal gab es Ende der 1750er Jahre Streitigkeiten, die man durch eine Zusammenlegung beendete. Die Standorte behielten ihre Namen: Burgun, Schwerer und Cie. für Meisenthal und Burgun, Walter und Cie. für Goetzenbruck.

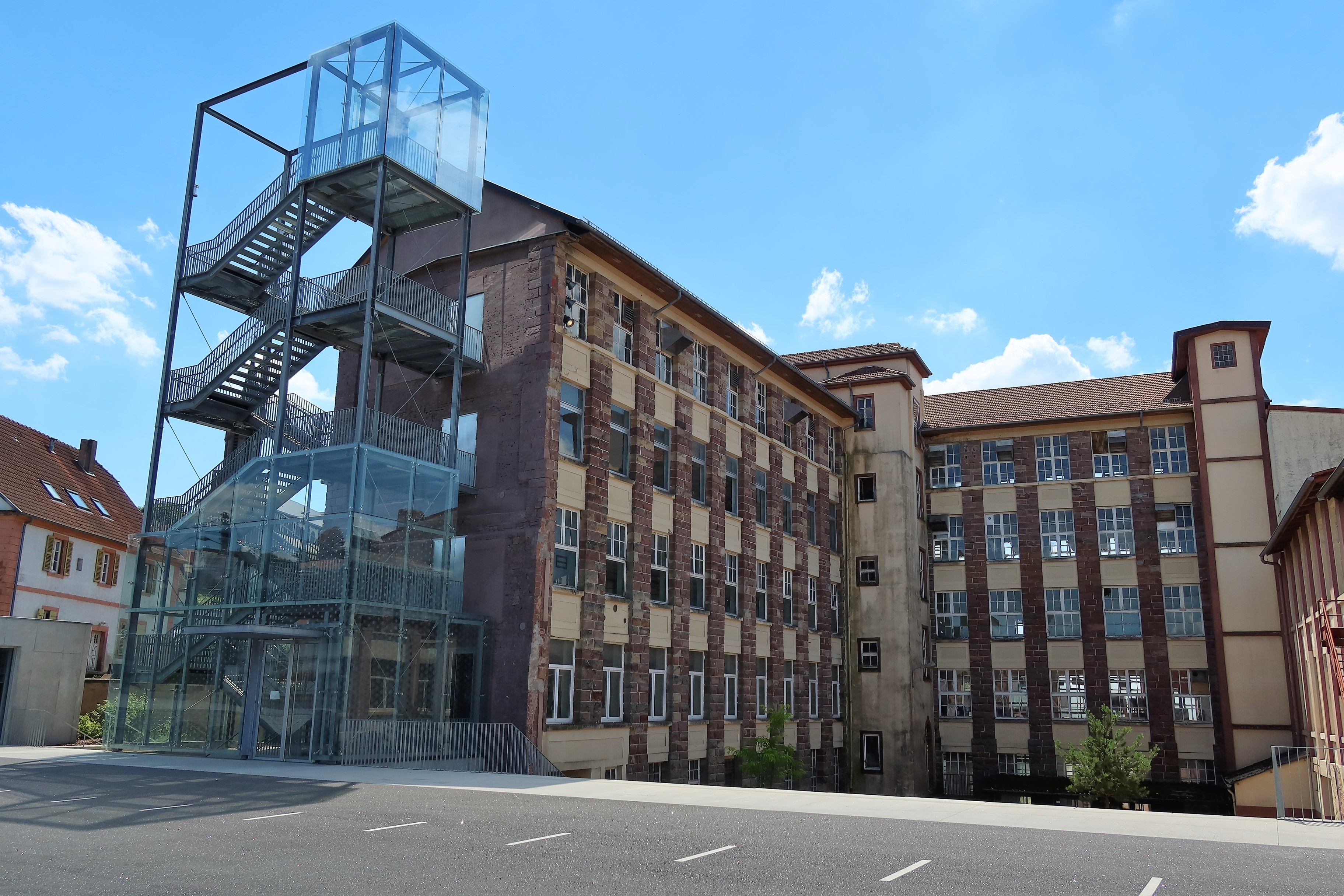
Goetzenbruck ehemalige Glasfabrik

Ab 1825 produzierte man die gebauchten Gläser nicht mehr in Formen, sondern stellte sie aus großen Glaskugeln her. Eine Kugel von 80 cm Durchmesser konnte man in ca. 500 kleine Gläser zerlegen. Dadurch wurden die Gläser billiger und die Firma erfolgreicher. Sie gründete Niederlassungen in Paris, New York, London, Genf und La Chaux-de-Fonds (Schweiz). Ab 1848 begann man, Brillengläser zu produzieren, 1850 wurden schon 11 Mio. Brillengläser hergestellt. 1858 trennten sich die Glashütten von Goetzenbruck und Meisenthal freundschaftlich in zwei separate Firmen. Das 19. Jahrhundert brachte einen weiteren Aufschwung, 

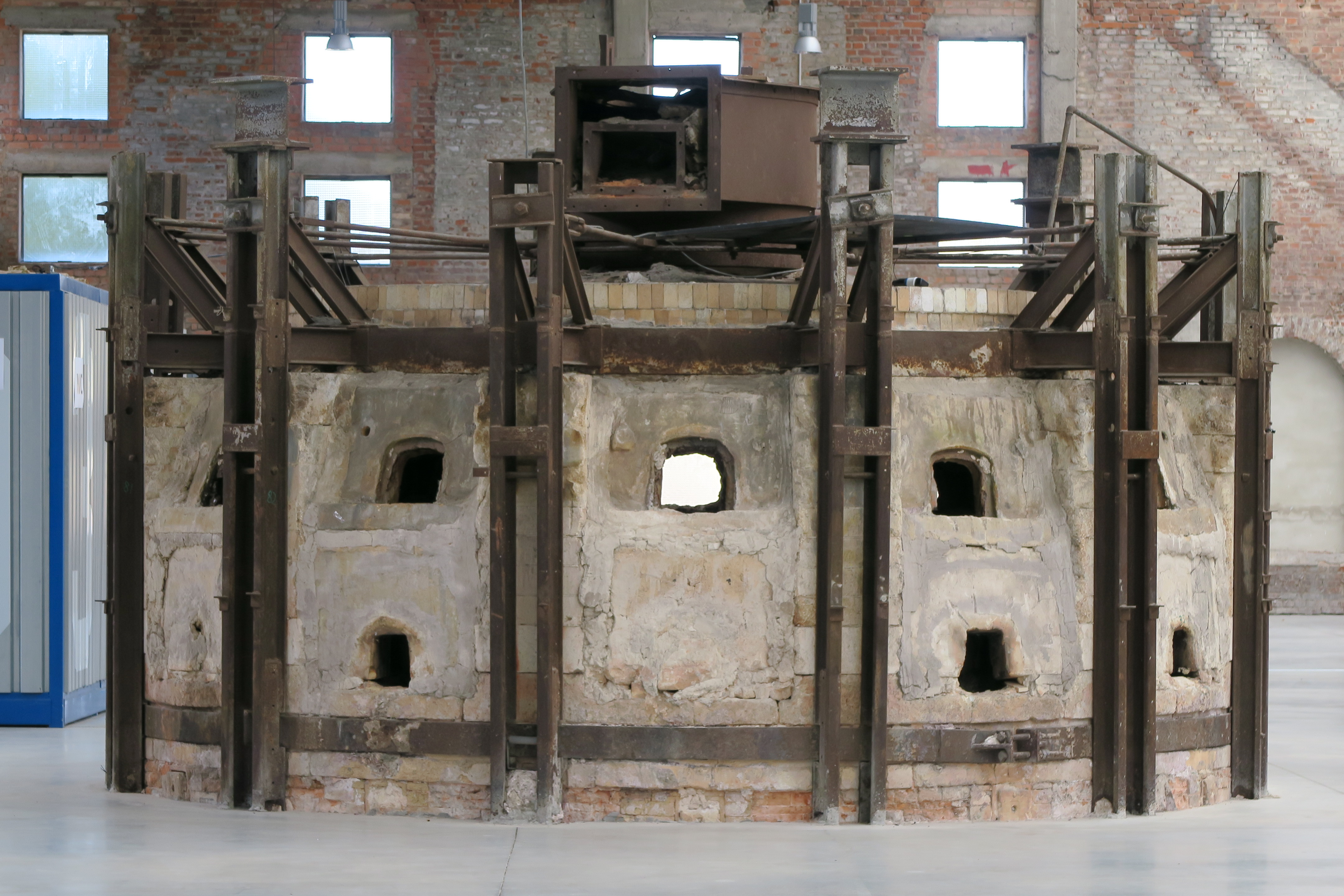
Meisenthal ehemaliger Glasofen

1866 erreichte die Eisenbahn Lemberg und Wingen-sur-Moder, die Holzkohle wurde durch Steinkohle ersetzt, die Maschinen wurden verbessert. Die Belegschaft von Goetzenbruck wuchs auf 1000 an.
Auch nach der Annexion von Elsass-Lothringen durch das Deutsche Reich 1871 ging das Wachstum weiter, die Belegschaft wuchs auf über 1700 Mitarbeiter an. In einer Krise ab 1908 sank der Umsatz um 22 %. 1914 wurden alle Männer mobilisiert, die Fabrik musste ihre Produktion einschränken und 1917 wegen Mangel an Kohlen ganz schließen. Nach dem Krieg wurde die Produktion mit ca. 500 Mitarbeitern wieder aufgenommen. Nach 1924 ging der Umsatz mit Uhrengläsern zurück, die Belegschaft wurde reduziert, es kam zu Streiks. Die Fabrik konzentrierte sich auf die Herstellung von Brillengläsern unter der Marke VERGO (Verrerie de Goetzenbruck). 1937 wurde die Produktion in Goetzenbruck eingestellt und nach Illkirch-Graffenstaden bei Straßburg verlegt. Nach der deutschen Besetzung 1940 wurde die Produktion von Brillengläsern unter der Marke AUER wieder aufgenommen, eine Sonnenbrille für die deutschen Truppen wurde entwickelt. Nach der Befreiung 1944 wurden die Sonnenbrillen unter der Marke Kugo weiter produziert. 1969 wurde der letzte Glasofen gelöscht, es wurde zugeliefertes Glas weiterverarbeitet. Die amerikanische Firma AOC (American Optical Company) übernahm die Fabrik 1981, 1993 wurde die Filiale in Goetzenbruck geschlossen, 430 Arbeiter verloren ihre Stellung. Einige Zeit später übernahm die britische Firma Pilkington die Produktionsstätte und stellte weiter Brillengläser her. 2004 wurden 93 Arbeiter beschäftigt.

## Weihnachtskugeln
Im Elsass und Lothringen wird oft erzählt, dass die Weihnachtskugel in Goetzenbruck erfunden wurde. Dies ist nicht richtig, aber Weihnachtskugeln wurden hier schon lange hergestellt. Anfang des 19. Jahrhunderts wurden in Lauscha (Thüringen) Glasperlen hergestellt. Ab 1840 stellte die Firma Lausch Perlenketten zur Dekoration her, die schließlich auch als Weihnachtsschmuck verwendet wurden. Dazu kamen kleine Kugeln, die „vor der Flamme“ hergestellt wurden. Schließlich wurden ab 1855 Glaskugeln mit der Glasmacherpfeife geblasen und innen versilbert. Diese dienten zunächst der Innendekoration, für Kronleuchter, für Reklametafeln und auch als Christbaumschmuck. 1857 wurde zum ersten Mal die Produktion von „Silberkugeln“ in Goetzenbruck erwähnt. Die Produktion von Weihnachtskugeln begann 1871, da im Deutschen Reich der Brauch schon verbreitet war. Die Goetzenbrucker Kugeln unterscheiden sich von den normalen Weihnachtskugeln durch ihre robuste Glashülle und durch originelle Formen.

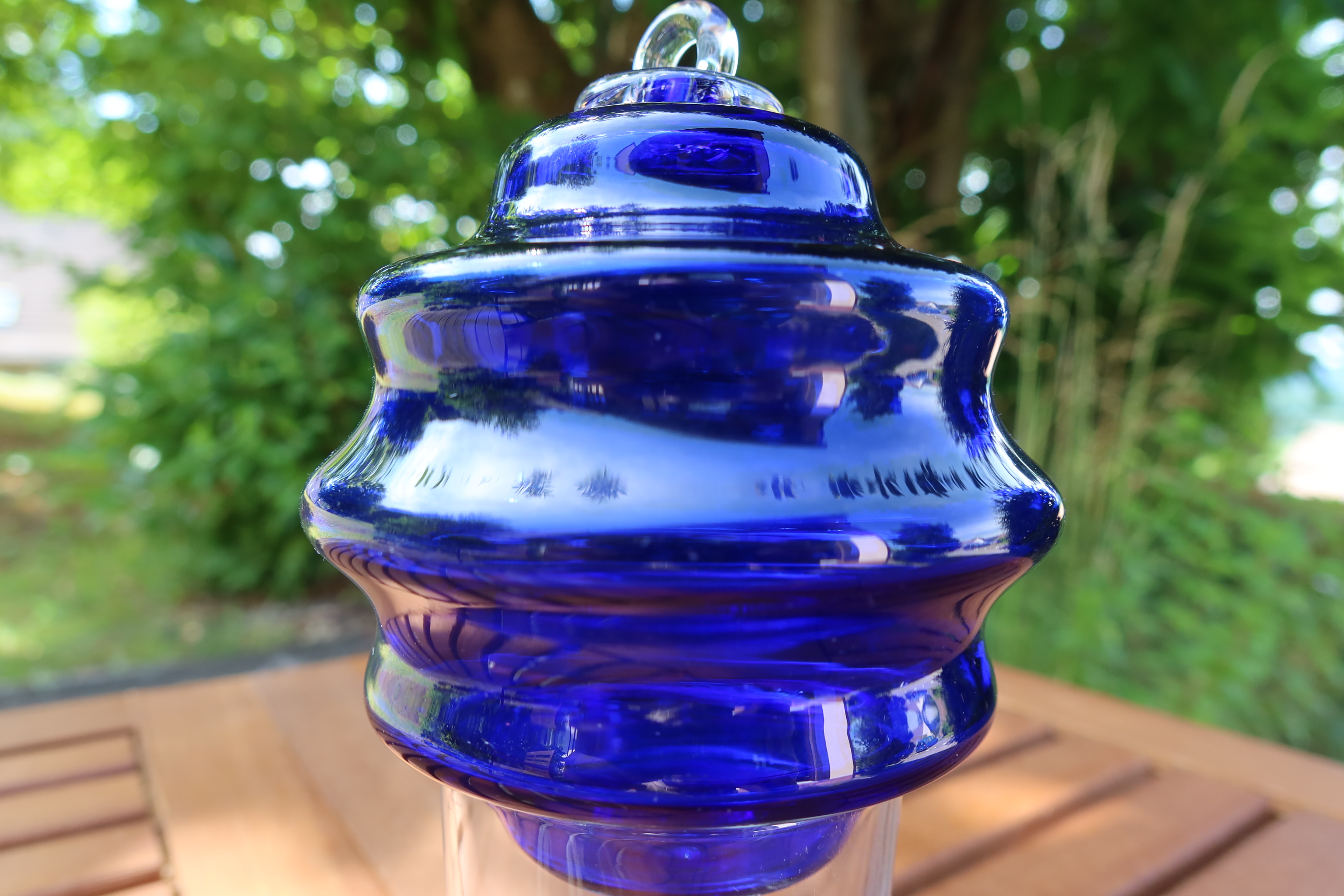
Meisenthal Weihnachtskugel 2022

In den 1950er Jahren wurden Weihnachtskugeln noch industriell hergestellt. Der Durchmesser ging von 3 bis 30 cm. Eine Gruppe von Glasbläsern produzierte zwischen 25 und 200 Kugeln pro Stunde, abhängig von der Größe. 1964 wurde die Serienfertigung der Kugeln eingestellt, die Arbeiter produzierten noch einige Kugeln im manuellen Verfahren, bis 1969 der letzte Glasofen gelöscht wurde. In Meisenthal wurde 1978 ein Glasmuseum eingerichtet und eine Werkstatt, in der die Glasbläser die traditionelle Machart demonstrieren. Seit 1998 werden zu Weihnachten jedes Jahr einzigartige Weihnachtskugeln gefertigt, zunächst in geringer Stückzahl, seit einigen Jahren wegen des Erfolgs in hoher Auflage, aber weiterhin manuell.